# NewPrinces
NewPrinces S.p.A. (denominata fino a maggio 2025 Newlat Food S.p.A.) è un'azienda agroalimentare italiana con sede a Reggio Emilia che controlla Carrefour Italia e Centrale del Latte d'Italia con i vari marchi territoriali. Tra i suoi marchi Buitoni, Delverde, Plasmon.
È quotata negli indici FTSE Italia STAR e FTSE Italia Small Cap della Borsa di Milano, dove è presente dall'ottobre 2019.

## Storia

### Newlat Food
L'azienda viene fondata nel 2004 all'interno del gruppo Parmalat con il nome di Newlat Food S.p.A. Nel 2008 l'antitrust ne impone la cessione al prezzo simbolico di un euro più debito. Viene quindi acquisita dalla società luganese TMT finance SA fondata dall'imprenditore salernitano Angelo Mastrolia che negli anni successivi ha progressivamente rilevato stabilimenti e marchi storici del settore agroalimentare italiano, tra cui Buitoni, acquisito dalla Nestlé nel 2008, raggiungendo nel 2012 un fatturato complessivo di circa 300 milioni di euro e 1 000 dipendenti.
Nell'aprile 2019 acquisisce dalla multinazionale argentina Molinos Río de la Plata l'italiana Delverde, specialista nella pasta.
Il 1º aprile 2020 rileva il 67,6% della Centrale del Latte d'Italia, attiva in Piemonte, Liguria, Veneto e Toscana con i marchi Centrale del Latte di Torino, Latte Tigullio, Centrale del latte di Vicenza e Mukki, a cui nel 2021 si aggiungono anche i marchi già posseduti direttamente da Newlat come Centrale del latte di Salerno, Polenghi Lombardo e Giglio.
Nella primavera 2025 acquista da Diageo l'intero capitale sociale di Diageo Operations Italy S.p.A., comprensivo anche dello stabilimento produttivo italiano di Santa Vittoria d'Alba.

### 2025: Newlat Food diventa NewPrinces
Il 28 aprile 2025, l’assemblea degli azionisti di Newlat Food ha dato il via al cambio di nome in NewPrinces a seguito dell’approvazione del bilancio 2024. La nuova denominazione iscritta il 21 maggio nel Registro delle imprese di Reggio Emilia, fa seguito all’acquisizione da parte di Newlat dell’azienda agroalimentare britannica Princes avvenuta nella primavera del 2024.
Il 10 luglio 2025, il gruppo NewPrinces compra per 120 milioni di euro il celebre marchio di biscotti Plasmon e il marchio di alimenti per neonati Nipiol dalla statunitense Kraft Heinz.
Il 24 luglio 2025 il gruppo sottoscrive un accordo vincolante del valore di un miliardo di euro, di acquisto delle attività di Carrefour Italia. Secondo quanto previsto dall'accordo, il gruppo NewPrinces rileva tutte le attività e i punti vendita ancora attivi in Italia a marchio Carrefour impegnandosi al loro sviluppo. Sempre secondo l'accordo, il marchio Carrefour deve rimanere in uso per almeno un triennio, per poi essere rimpiazzato dal ritorno dello storico marchio GS.

## Dati economici
Nel 2019 ha registrato un fatturato di 320,1 milioni di euro (con una crescita del 4,9%), Ebitda di 28,3 milioni (8+12%) e utile netto di 10,2 milioni (+71%).

## Stabilimenti
I suoi siti produttivi comprendono stabilimenti di trasformazione del latte, stabilimenti di pasta e prodotti da forno mulini.

### Stabilimenti latte e derivati
- Torino
- Rapallo
- Lodi
- Vicenza
- Reggio Emilia
- Firenze
- Salerno

### Stabilimenti pasta e prodotti da forno

#### Sansepolcro
- paste alimentari secche (di grano duro, integrali, all'uovo);
- paste alimentari secche speciali (arricchite con vegetali, fibra);
- sfarinati e derivati di cereali (semolino);
- prodotti da forno secchi (fette biscottate, crostini, melba toast);
- derivati di prodotti da forno (grattugiato).

#### Ozzano Taro
- biscotti
- pappe
- riso
- pasta
- farine
- olio
- pollo liofilizzato
- omogeneizzati
- alimenti per celiaci
- alimenti a basso contenuto di proteine

#### Cremona
- paste alimentari secche
- prodotti bio

#### Eboli
- paste alimentari secche
- paste alimentari secche speciali (es: arricchite con vegetali)
- mulino

#### Bologna
- mulino

## Marchi
NewPrinces S.p.A. ha acquisito e ottenuto in concessione una serie di marchi preesistenti dell'industria agroalimentare italiana:
Settore latte
- Ala
- Centrale del latte di Salerno
- Centrale del latte di Vicenza
- Fior di Salento
- Giglio
- Latte Tigullio
- Matese
- Mukki
- Optimus
- Polenghi Lombardo
- Tapporosso
- Torre in Pietra

Settore grano
- 3 Glocken
- Birkel
- Ciccarese
- Corticella
- Delverde
- Guacci
- Krokkis
- Pezzullo

Settore biscotti
- Plasmon

Settore prima infanzia
- Nipiol

Settore nutrizionale
- BiAglut
- Aproten
- Dieterba

Settore GDO
- Carrefour
- GS